# ایستگاه متروی امام حسین (شیراز)
ایستگاه متروی امام حسین نهمین ایستگاه خط ۱ و خط ۲ متروی شیراز است.
این ایستگاه در میدان امام حسین (ستاد) در مرز منطقه یک و منطقه دو شهرداری شیراز قرار دارد. این ایستگاه یک ایستگاه تبادلی و مشترک ما بین خط یک و خط دو است و با مساحت ۸۱۶۴ متر مربع و از نوع عمیق (۳ طبقه) و سکو جزیره‌ای است. این ایستگاه در ۲۱ بهمن ۱۳۹۷ در خط یک و در ۱۹ بهمن ۱۴۰۱ در خط دو بازگشایی شد.

## مسیرهای ایستگاه
- بلوار کریمخان زند
- بلوار آزادی {خیابان گاز}
- خیابان انقلاب اسلامی {خیابان مشیر فاطمی}

## محله‌های ایستگاه
- نشاط
- صورتگر
- پارامونت
- فردوسی
- گاز
- ارم